# Golianovo
Golianovo (slowakisch 1927–1948 „Lapašské Ďarmoty“ – bis 1927 „Lapáš Ďarmoty“; ungarisch Lapásgyarmat) ist eine Gemeinde im Westen der Slowakei mit 2029 Einwohnern (Stand 31. Dezember 2024), die zum Okres Nitra, einem Teil des Nitriansky kraj gehört.

## Geographie
Die Gemeinde befindet sich im Donauhügelland, genauer dessen Unterteil Žitavská pahorkatina. Das fast 11 km² große Gemeindegebiet ist leicht hügelig. Das Ortszentrum liegt auf einer Höhe von 149 m n.m. und ist 10 Kilometer südöstlich von Nitra entfernt.

## Geschichte
Der Ort wurde zum ersten Mal 1156 als Gurmot schriftlich erwähnt. 1784 sind 74 Häuser und 486 Einwohner verzeichnet, die neben der Landwirtschaft in Leinenweberei und Weinbau beschäftigt waren.
1948 wurde der Ort aus nationalpolitischen Gründen zu Ehren des slowakischen Brigadegenerals Ján Golian in Golianovo umbenannt.

## Bevölkerung
| Jahr                | 1994 | 2004    | 2014     | 2024     |
| ------------------- | ---- | ------- | -------- | -------- |
| Anzahl der Personen | 1116 | 1196    | 1568     | 2029     |
| Unterschied         |      | +7,16 % | +31,10 % | +29,40 % |

| Jahr                | 2023 | 2024    |
| ------------------- | ---- | ------- |
| Anzahl der Personen | 2007 | 2029    |
| Unterschied         |      | +1,09 % |

Ergebnisse der Volkszählung 2001 (1138 Einwohner):
| Nach Ethnie: - 98,15 % Slowaken - 0,95 % Magyaren - 0,53 % Tschechen - 0,09 % Ukrainer | Nach Konfession: - 94,02 % römisch-katholisch - 1,92 % konfessionslos - 1,67 % evangelisch - 1,23 % keine Angabe |

## Bauwerke
- römisch-katholische Kirche aus dem Jahr 1937